# Генрих I (Цвейбрюккен)
Генрих I (нем. Heinrich I. von Zweibrücken; ум. 1228) — первый граф Цвейбрюккена.

## Биография
Младший из двоих сыновей графа Саарбрюккена Симона I. При разделе отцовского наследства (между 1182 и 1190 г.) получил Цвейбрюккен, Линдер, Зааргемунд и Мёрсберг, и земли в епархии Вормс.
В 1190 г. продал императору Генриху VI фогство Дирмштайн.
В 1224 г. сопровождал Генриха VII в Туль на переговоры с французским королём Людовиком VIII.

### Брак и дети
Жена — Гедвига Лотарингская, дочь герцога Фридриха I. Дети:
- Генрих Сварливый — граф Цвейбрюккена
- Агнесса — жена графа Людвига фон Саарвердена
- Ютта — жена Дитриха фон Изенбурга.